# Station Etelsen
Station Etelsen (Bahnhof Etelsen) is een spoorwegstation in de Duitse plaats Etelsen, in de deelstaat Nedersaksen. Het station ligt aan de spoorlijn Wunstorf - Bremerhaven. Op het station stoppen alleen Regio-S-Bahntreinen van Bremen en Nedersaksen op het station. Het station telt twee perronsporen.

## Treinverbindingen
De volgende treinserie doet station Etelsen aan:
| Serie | Treinsoort                  | Route                                                                          | Bijzonderheden                            |
| ----- | --------------------------- | ------------------------------------------------------------------------------ | ----------------------------------------- |
| RS1   | Regio-S-Bahn (NordWestBahn) | Bremen-Farge – Bremen-Vegesack – Bremen Hbf – Achim – Etelsen – Verden (Aller) | Extra spitsritten tussen Vegesack en Hbf. |